# Grașevo, Pazardjik
Grașevo (în bulgară Грашево) este un sat în comuna Velingrad, regiunea Pazardjik,  Bulgaria. 

## Demografie
Componența etnică a satului Grașevo
     Nicio identificare (29,29%)
     Bulgari (69,74%)
     Altele (0,95%)
La recensământul din 2011, populația satului Grașevo era de 1.256 locuitori. Din punct de vedere etnic, majoritatea locuitorilor (69,74%) erau bulgari. Pentru 29,29% din locuitori nu este cunoscută apartenența etnică. Datele culese și estimate de o.n.g. ale aromânilor indică o prezență mare, dar fie nedeclarată, fie neînregistrată și nerecunoscută de către autorități, a acestora, nu doar aici, ci în întreaga regiune. 